# Øbening
Øbening (tysk: Öbening) ligger i Sønderjylland og er en lille landsby mellem Agerskov og Rødekro. Den ligger i Aabenraa Kommune og hører til Region Syddanmark.
På sønderjysk udtales det "Øfning", og ordet stammer muligvis fra det tyske "Öffnung", som betyder "åbning". Dette kan begrundes med, at Øbening er grundlagt i en åbning i de vidtstrakte skove i stenalderen.
Der findes ofte stenøkser og andre levn fra tidlige bosættelser på marker i og omkring Øbening.
|  | Denne artikel om lokaliteten Øbening kan blive bedre, hvis der indsættes et (bedre) billede. Du kan hjælpe ved at afsøge Wikimedia Commons for et passende billede eller lægge et op på Wikimedia Commons med en af de tilladte licenser og indsætte det i artiklen. |

55°5′50″N 9°14′20″Ø / 55.09722°N 9.23889°Ø